# 日本医療薬科大学
日本医療薬科大学（にほんいりょうやっかだいがく）は、当初2008年度に栃木県足利市に新設予定であった私立大学の名称である。
薬学部単科大学として、2003年3月で閉鎖された同市の足利競馬場跡地に開校する予定であった。
ところが、県と市が資金難を理由に開校の計画を大幅に変更したことによって、大学設置準備会側が、2006年（平成18年）7月に足利市に対して開設計画の断念を伝えた。 
この結果、大学設置計画はなくなった。